# 622 Batalion Kozacki
622 Batalion Kozacki (niem. Kosaken Bataillon 622, ros. 622-й казачий батальон) – oddział wojskowy Wehrmachtu złożony z Kozaków podczas II wojny światowej.
W sierpniu 1942 r. w Szepetowce na okupowanej Ukrainie został sformowany I Batalion 6 Mieszanego Pułku Kozackiego. Na jego czele stanął por. Drewes. W listopadzie/grudniu tego roku przekształcono go w samodzielny 622 Batalion Kozacki. Składał się z pięciu kompanii. Wszedł w skład 703 Pułku Wojsk Wschodnich Specjalnego Przeznaczenia, działającego w obszarze tyłowym niemieckiej 3 Armii Pancernej Grupy Armii "Środek". Kozacy zwalczali partyzantkę w rejonie Wiaźmy i Dorohobuża, zaś od marca 1943 r. w rejonie Witebska i Połocka. W maju tego roku batalion został podporządkowany 201 Dywizji Ochronnej gen. Alfreda Jacobi. Latem wszedł w skład 750 Kozackiego Pułku Specjalnego Przeznaczenia. W październiku przeniesiono go do okupowanej południowej Francji, gdzie został podporządkowany 1 Armii, ochraniającej wybrzeże Zatoki Biskajskiej. 19 kwietnia 1944 r. oddział przekształcono w I Batalion 360 Kozackiego Pułku Grenadierów.